# Регенерисане планине
Регенерисане планине јесу стадијални тип у класификацији планина. Настају када су планинске трупине захваћене тектонским орогеним покретима (тангенцијалним или радијалним) и тада долази до њиховог поновног издизања и обнављања као планинских венаца или масива  и овако поновно створене планине представљају регенерисане планине. У морфолошкој еволуцији планина оне представљају карику у континуитету динамичног процеса уништавања и стварања планина,одраз вечне борбе између ендогених и егзогених сила. Већина планинских венаца херцинске орогенезе представљају регенерисане планине, јер су за време алпске орогенезе поново издигнуте. Изразит пример је планина Урал. Његови херцински планински венци били су разорени у доњем мезозоику и преобраћени у планинске трупине. Поново издизање и стварање данашњих планинских венаца Урала извршено је у млађем терцијару , али се продужило све до млађег квартара. Тако је планина Урал у морфолошкој еволуцији прошао кроз стадијум планинске трупине, да би затим био поново набран у регенерисану планину.